# Yvoir
Yvoir (valonă Uwar) este o comună francofonă din regiunea Valonia din Belgia. Comuna Yvoir este formată din localitățile Yvoir, Dorinne, Durnal, Évrehailles, Godinne, Houx, Mont, Purnode și Spontin. Suprafața sa totală este de 56,84 km². La 1 ianuarie 2008, așezarea avea o populație totală de 8.610 locuitori. 
Comuna Yvoir se învecinează cu comunele Dinant, Profondeville, Assesse, Ciney și Anhée.

## Localități înfrățite
- Suedia: Finspång